# Ahcene Aït-Abdelmalek
Ahcene Aït-Abdelmalek (en arabe : احسن آيت عبد المالك), né le 1er janvier 1975 en Ouacif Algérie, est un entraîneur de football algérien.

## Biographie
Ahcene Aït-Abdelmalek commence sa carrière d'entraîneur au Mali, en dirigeant les joueurs du Djoliba AC. Avec cette équipe, il dispute la Ligue des champions d'Afrique, se classe vice-champion du Mali, et atteint les demi-finales de la Coupe du Mali.
En 2015, il part au Burundi pour entraîner l'équipe nationale. Il y reste 15 mois, l'expérience s’avérant finalement assez houleuse.
En mars 2018, il devient le nouveau sélectionneur du Soudan du Sud. Il démissionne de son poste de sélectionneur en septembre 2018, à la suite de conflits avec la Fédération nationale. Il aura dirigé seulement un match officiel, à savoir une défaite contre le Mali rentrant dans le cadre des éliminatoires de la Coupe d'Afrique des nations 2019.
En septembre 2019, il devient le nouvel entraîneur du club saoudien d'Al Merreikh Omdurman.